# 452 (số)
452 (bốn trăm năm mươi hai) là một số tự nhiên ngay sau 451 và ngay trước 453.